# Boroviće (Raška)
Pour les articles homonymes, voir Boroviće.
Boroviće (en serbe cyrillique : Боровиће) est un village de Serbie situé dans la municipalité de Raška, district de Raška. Au recensement de 2011, il comptait 89 habitants.

## Démographie
| 1948 | 1953 | 1961 | 1971 | 1981 | 1991 | 2002 | 2011 |
| ---- | ---- | ---- | ---- | ---- | ---- | ---- | ---- |
| 530  | 563  | 569  | 527  | 391  | 259  | 177  | 89   |

|  |